# Turnul-clopotniță al Mănăstirii Trei Ierarhi
Turnul-clopotniță al Mănăstirii Trei Ierarhi, construit în 1638, a făcut parte din complexul arhitectonic al Mănăstirii Trei Ierarhi din Iași, ctitorire a voievodului Vasile Lupu. Din 1640 și până la demolarea sa, în 1886, turnul a adăpostit un orologiu, primul orologiu public cunoscut din Țările Române.

## Istoric
Mănăstirea Sfinții Trei Ierarhi din Iași, al cărei ctitor a fost domnitorul Moldovei Vasile Lupu, a fost construită între anii 1637-1639 și, de la început, a fost metoh al bisericii Protaton⁠(el)[traduceți] de la muntele Athos. Intrarea în incinta fortificată a mănăstirii, situată pe Ulița Mare, se făcea printr-o boltă situată într-un turn construit în 1638.
Turnul, acoperit cu țiglă și a cărui înălțime estimată este de peste 30 de metri, avea două încăperi în partea superioară: o primă încăpere în care se aflau cele opt clopote și o alta, deasupra, în care era instalat orologiul cu câte un cadran pe fiecare fațadă. Pentru a ajunge la prima încăpere trebuia urcată o scară în spirală cu 280 de trepte.

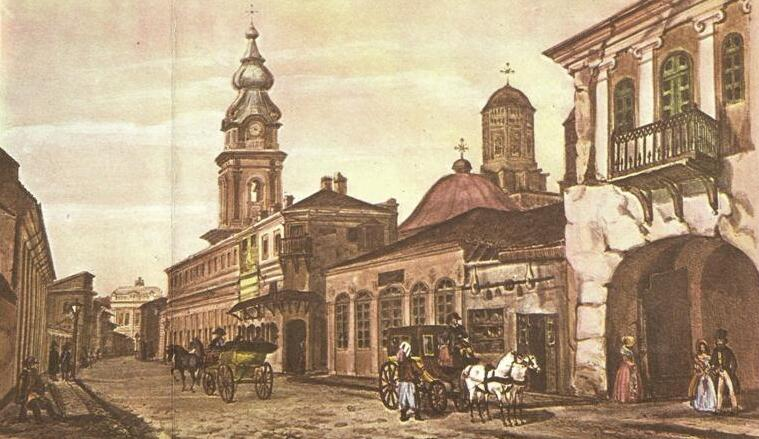
Vedere dinspre Ulița Mare a turnului și bisericii Trei Ierarhi. În capătul uliței se observă Palatul Domnesc
(din Albumul cu douăsprezece vederi ale Iaşilor, litografii executate de P. Müller după desenele lui J. Rey, 1850).

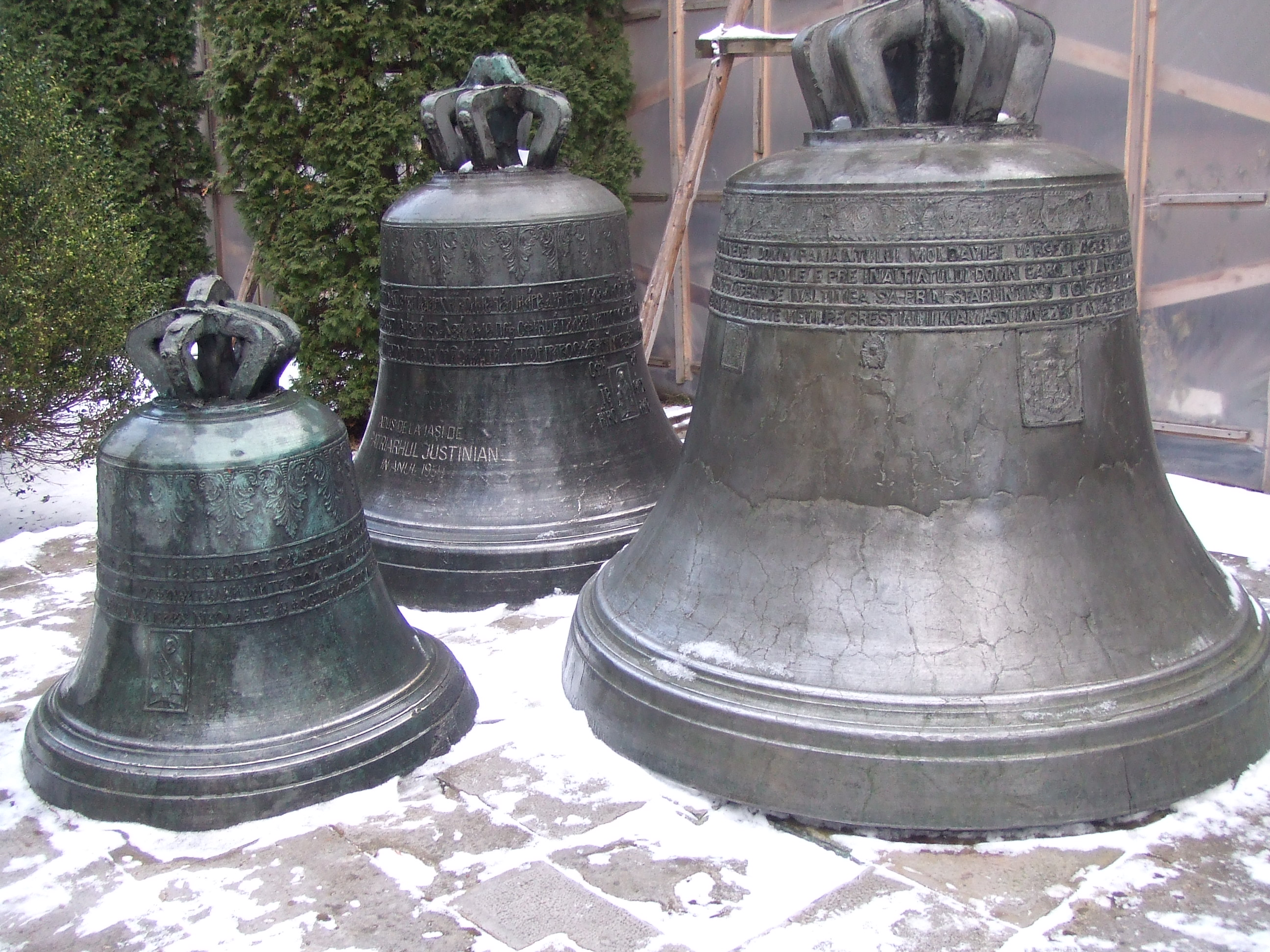
Trei din cele opt clopotele care fuseseră instalate în turn.

Afectat de cutremurul din 1802, turnul a fost reconstruit în 1806 de către egumenii greci pe un amplasament situat la 3,5 metri distanță de locul inițial. Cu acest prilej pisania inițială, care la construcția turnului era amplasată pe zidul situat spre Ulița Mare, a fost mutată pe pe fațada dinspre biserică (în prezent aceasta fiind este depusă în Sala Gotică a mănăstirii). Turnul și orologiul au fost ulterior parțial distruse cu prilejul marelui incendiului din 1827; partea superioară a turnului a fost refăcută în 1830 însă orologiul a fost înlocuit abia în 1845, având de data aceasta doar un singur cadran, spre Ulița Mare.
Aceste restaurări au schimbat aspectul general al turnului, acesta fiind influențat de neoclasicismului rusesc evident în special prin aspectul acoperișului. Ulterior biserica și turnul s-au degradat astfel încât lucrările de renovare erau absolut necesare. În 1880 Gheorghe I. Lahovary, Dimitrie Sturdza și Grigore G. Tocilescu, membri ai Comisiunii Monumentelor Istorice, constatând de asemenea că turnul a fost reclădit din temelii pe un alt amplasament și că ceasul din turn nu era cel vechi, pus de voievodul ctitor, ci unul modern, opiniază „ca turnul să se dărâme, neavând nici o importanță istorică sau artistică…”. În anul 1882 au început reparațiile la biserică, sub conducerea arhitectului André Lecomte du Noüy, iar în 1886 turnul a fost demolat. Deși în proiectul de restaurare era prevăzută construcția unei noi clopotnițe, până la urmă aceasta nu a mai fost realizată.
Din cele opt clopote care au fost instalate în turn trei sunt păstrate în prezent în curtea mănăstirii. 
Paul de Alep, cu ocazia călătoriei în Moldova în 1653, descria astfel turnul-clopotniță și orologiul:
„Deasupra porții este turn pentru clopote și pentru orologiul orașului, care este din fier și cu roate mari. Clopotele sunt atârnate deasupra pe grinzi de lemn. Mașinăria orologiului umple jumătate dintr-o cămăruță; ea are o vargă de fier care trece prin acoperiș și ajunge sus până la vârful clopotului celui mare, către care este aplecat un ciocan din fier de mare greutate. Când vine timpul să bată ceasul, o bucată mare de lemn iese din arcul turnului, având două resorturi prin care se pun în mișcare clopotele cele mici, ceea ce se numește «armă», pentru a atrage atenția populației că urmează a se bate orele. Atunci varga despre care am vorbit este trasă în jos pe roate, ciocanul se ridică deodată și, căzând pe marginea clopotului, produce un sunet ce se aude în tot orașul. ”— Paul de Alep, în Călători străini despre Țările Române, vol. VI, partea I, volum îngrijit de M.M. Alexandrescu-Dersca Bulgaru și Mustafa Ali Mehmed, Ed. Științifică și Enciclopedică, București, 1976, p. 169, citat în 